# Češnjevek (gmina Trebnje)
Češnjevek – wieś w Słowenii, w gminie Trebnje. W 2018 roku liczyła 123 mieszkańców.